# Peggy Stewart
Peggy Stewart; właśc. Margaret O’Rourke (ur. 5 czerwca 1923 w West Palm Beach na Florydzie, zm. 29 maja 2019 w Los Angeles) – amerykańska aktorka filmowa i telewizyjna, która pojawiała się na ekranach przez niemal 8 dekad (1937–2014).

## Kariera
Debiutowała jako 14-latka w westernie Franka Lloyda pt. Mocni ludzie (1937), w którym była filmową córką Joela McCrea. W następnych latach zaczęła regularnie występować w filmach. W 1944 podpisała kontrakt z wytwórnią Republic Pictures, stając się gwiazdą mało znanych westernów klasy B. W latach 1944–51 zagrała w 35 filmach tego gatunku, występując u boku: Allana Lane’a, Sunseta Carsona, Wilda Billa Elliotta czy Roya Rogersa. Po zerwaniu kontraktu z wytwórnią nie udało jej się rozwinąć kariery i zagrać w innych gatunkach filmowych. W kolejnych latach ograniczyła swoje aktorskie występy; jednak regularnie pojawiała się w filmach i serialach telewizyjnych. Swoją ostatnią znaczącą rolę, babcię Delores, zagrała dobiegając 90 lat w komedii z Adamem Sandlerem pt. Spadaj, tato (2012).

## Życie prywatne
W wieku 17 lat poślubiła 11 lat starszego aktora Dona „Reda” Barry’ego. Rozwiedli się po 4 latach małżeństwa. Jej drugim mężem był aktor Buck Young. Pobrali się w 1953 i pozostali małżeństwem do śmierci Younga w 2000. Para miała dwoje dzieci; syna Greya (ur. 1956) i córkę Abigail (ur. 1961).

## Filmografia
Filmy:
- Mocni ludzie (1937) jako Alice MacKay, córka Ramsaya
- Dziewczyna z Piątej Alei (1939) jako przyjaciółka Katherine
- Guwernantka (1940) jako Helen Lexington
- Boczna ulica (1941) jako Freda Smith
- Zachodni szlak (1967) jako pani Turley
- Bobbie Jo i wyjęty spod prawa (1975) jako Hattie Baker
- Ponad zło (1980) jako pacjentka
- The Runaways: Prawdziwa historia (2010) jako babcia Oni
- Spadaj, tato (2012) jako babcia Delores

Seriale TV:
- Gunsmoke (1955–1975) – różne role w 5 odcinkach
- Peter Gunn (1958–1961) jako Wilma Baxter (gościnnie, 1959)
- Lassie (1954–1973) jako pani Johnson (gościnnie, 1961)
- Strefa mroku (1959–1964) jako Grace Stockton (gościnnie, 1961)
- Ścigany (1963–1967) jako pani Franklin (gościnnie, 1964)
- Ironside (1967–1975) jako Maggie Winstead (gościnnie, 1970)
- Quincy (1976–1983) jako Ethel Sullivan (gościnnie, 1980)
- Taxi (1978–1983) jako kupiec (gościnnie, 1980)
- Kroniki Seinfelda (1989–1998) jako ciotka May (gościnnie, 1993)
- Beverly Hills, 90210 (1990–2000) jako pani Fike (gościnnie, 1999)
- Asy z klasy (1999–2001) jako staruszka (gościnnie, 2001)
- Norman w tarapatach (1999–2001) jako Tippi (gościnnie, 2001)
- Tak, kochanie (2000–2006) jako staruszka (gościnnie, 2001)
- Na imię mi Earl (2005–2009) jako Dotty Lake (gościnnie, 2007)
- Agenci NCIS (od 2003) jako staruszka (gościnnie, 2008)
- Trawka (2005–2012) – gościnnie (2009)
- FlashForward: Przebłysk jutra (2009–2010) jako sekretarka (gościnnie, 2009)
- Community (2009–2015) jako Agnes (gościnnie, 2010)
- Justified: Bez przebaczenia (2010–2015) jako Inez Davis (gościnnie, 2010)
- Jak zdrówko? (2013–2015) jako pani Decker (gościnnie, 2014)